# Gonomyia mimetica
Gonomyia mimetica är en tvåvingeart som beskrevs av Alexander 1921. Gonomyia mimetica ingår i släktet Gonomyia och familjen småharkrankar. Inga underarter finns listade i Catalogue of Life.